# Lemuel (Biblia)

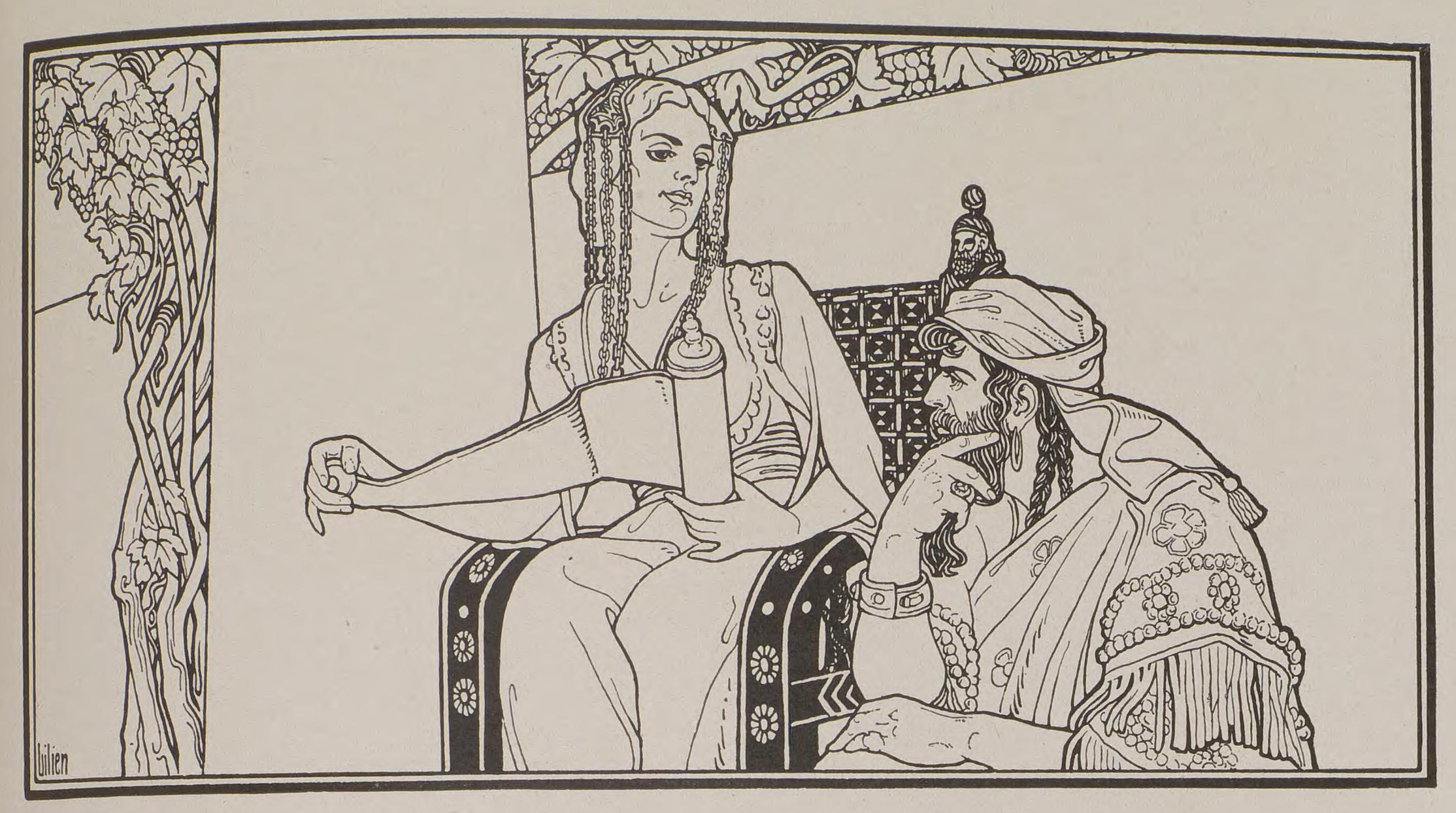
„Lemuel i jego matka” – obraz Efraima Moshe Liliena

Lemuel (hebr.:לְמוּאֵל0) Ləmū’êl, "należący do Boga "-el" (Pan, Bóg)") – to imię króla z Massa, postać występująca w  Księdze Przysłów 31,1 i 4, i niewystępująca gdzie indziej w Biblii.